# ブレニー (潜水艦)
ブレニー (USS Blenny, SS/AGSS-324) は、アメリカ海軍の潜水艦。バラオ級潜水艦の一隻。艦名はギンポ亜目に属する魚の総称に因んで命名された。

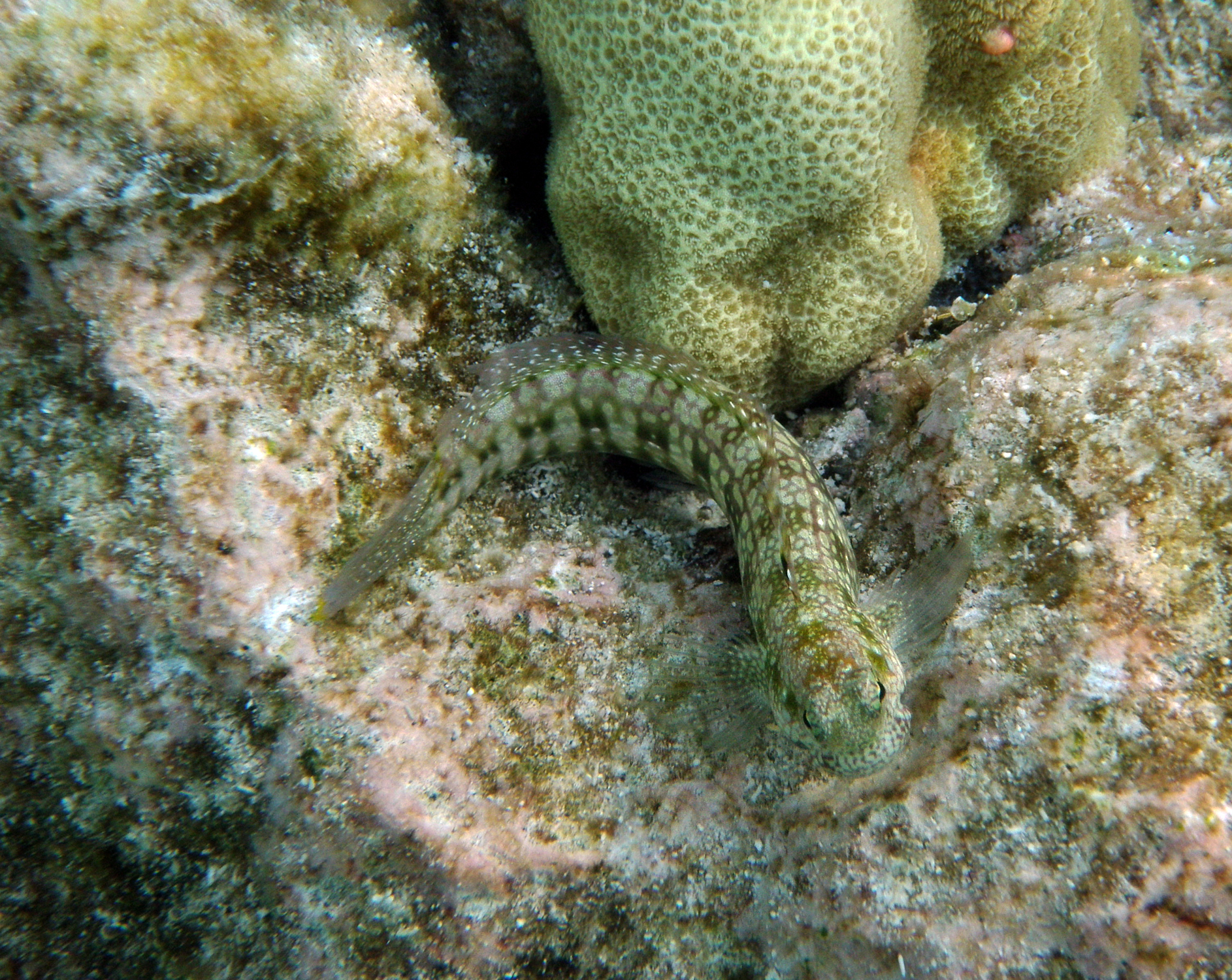
マーブルド・ブレニー（Marbled blenny）

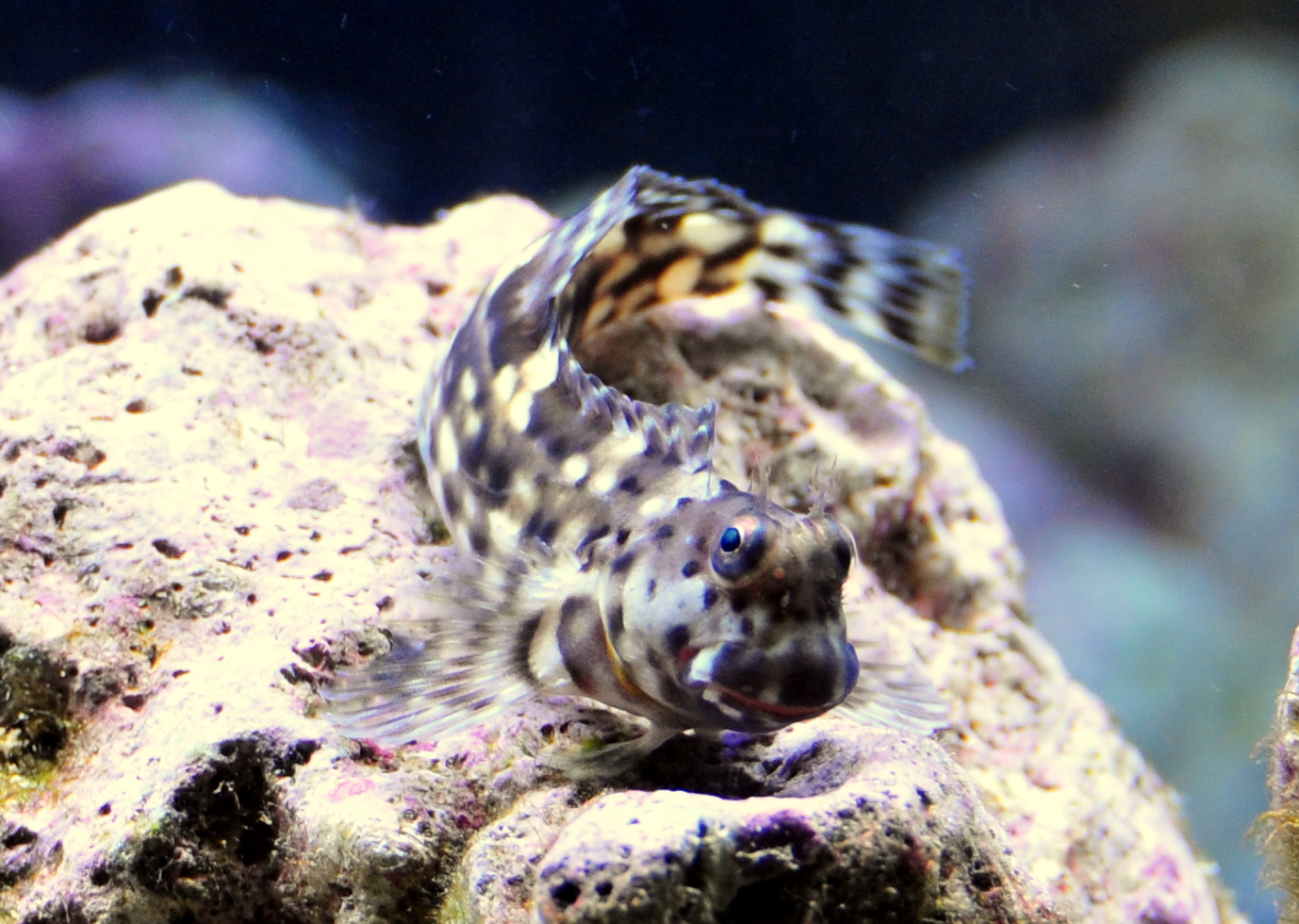
ヤエヤマギンポ（Jewelled blenny）

## 艦歴
ブレニーは1943年7月8日にコネチカット州グロトンのエレクトリック・ボート社で起工した。1944年4月9日にフローレンス・キング（アーネスト・キング提督の娘）によって命名、進水し、1944年7月27日に艦長ウィリアム・H・ハザード少佐（アナポリス1935年組）の指揮下就役する。

### 哨戒
11月10日、ブレニーは最初の哨戒で南シナ海に向かった。12月14日朝、ブレニーは木造の海上トラックを砲撃で撃沈した。夜に入り、北緯15度46分 東経119度45分 / 北緯15.767度 東経119.750度のルソン島サンタクルーズ沖で第28号海防艦を撃沈。12月23日には、北緯16度50分 東経120度18分 / 北緯16.833度 東経120.300度の北サンフェルナンド北方で乾瑞丸（乾汽船、4,156トン）に魚雷4本を命中させて、これを撃沈した。同船はタマ36船団に加わって第10師団その他をルソン島へ向けて輸送していたが、機関故障で船団から脱落し単独で航行していたものであった。1945年1月13日、ブレニーは62日間の行動を終えてフリーマントルに帰投した。
2月5日、ブレニーは2回目の哨戒で南シナ海に向かった。2月27日未明、ブレニーは北緯11度56分 東経109度18分 / 北緯11.933度 東経109.300度のインドシナ半島カムラン湾口付近で、南号作戦参加のヒ96船団を発見。1時35分ごろにタンカーあまと丸（石原汽船、10,238トン）に魚雷を命中させて撃沈した。その後しばらくは敵との接触はなかったが、3月20日夕刻、北緯11度18分 東経108度57分 / 北緯11.300度 東経108.950度のインドシナ半島パラダン岬南西7キロ地点で、接岸航行を行っている南号作戦参加のヒ88I船団を発見。ブレニーは複数回攻撃を仕掛け、山国丸（日本海洋漁業、557トン）、宝泉丸（アルコール輸送、1,039トン）、第二十一南進丸（南方油槽船、834トン）の3隻を一気に撃沈した。3月27日、ブレニーは49日間の行動を終えてスービック湾に帰投した。
4月16日、ブレニーは3回目の哨戒で南シナ海に向かった。5月15日にはプラタス島の通信施設に対して艦砲射撃を行った。5月25日、ブレニーは南緯06度04分 東経107度27分 / 南緯6.067度 東経107.450度の地点で特設監視艇海龍丸（長崎県、81トン）を撃沈。5月30日には南緯04度09分 東経114度16分 / 南緯4.150度 東経114.267度の地点で「Hokoku Maru」（不詳、520トン）を撃沈した。6月9日、ブレニーは55日間の行動を終えてフリーマントルに帰投した。
7月5日、ブレニーは4回目の哨戒でジャワ海に向かった。7月16日、ブレニーは南緯05度16分 東経110度17分 / 南緯5.267度 東経110.283度の地点で特設砲艦南海（拿捕船、元オランダ未成掃海艇レグルス、2,400トン）を撃沈した。また、哨戒の全期間を通じてジャンクやサンパンなどを片っ端から破壊し、この哨戒における浮上砲戦の回数は63回を数えた。8月14日、ブレニーは40日間の行動を終えてスービック湾に帰投した。
ブレニーは第二次世界大戦の戦功で4個の、朝鮮戦争の戦功で1個の従軍星章を受章した。また、ブレニーは8隻の日本船、合計18,262トンを撃沈した。

### 戦後
大戦終結後スービック湾を出航、9月5日にサンディエゴに到着したブレニーは、同年の残りを同海域で活動した。1946年から51年にかけてブレニーは、中国巡航（1946年8月 - 11月）、カナダへの士官候補生訓練巡航、アラスカ水域での2度の冬期巡航（1947年 - 48年、48年 - 49年）、ハワイ海域での艦隊演習、サンディエゴ海域での作戦活動を行う。ブレニーは1951年にGUPPY改修が行われ、同年の残りはサンディエゴ海域で活動した。1952年5月から11月まで極東を巡航し、韓国水域での朝鮮戦争の作戦支援のため35日間の哨戒を行った。1953年は西海岸沿いに活動した。1954年5月24日、ブレニーは大西洋艦隊に配属される。コネチカット州ニューロンドンを拠点として作戦活動に従事し、大西洋艦隊と共にNATOの対潜作戦演習に参加した。加えて潜水開発部隊と共に新型機材の実験を実施した。
その後、ブレニーは1964年頃に AGSS-324 （実験潜水艦）に艦種変更された。1969年11月7日に退役し、予備役艦隊で保管された後、1973年8月15日に除籍された。ブレニーの艦体は長く保管された後に、1989年6月にメリーランド州オーシャンシティの海岸から約15マイルの海域に人工岩礁として沈められた。